# Стортон, Тревор
Тревор Стортон (англ. Trevor Storton; 26 ноября 1949, Китли, Уэст-Йоркшир — 23 марта 2011) — британский футболист и тренер, игрок английского «Ливерпуля» (1972—1974).
Начал свою карьеру в Транмир Роверс, выступая вместе со старшим братом Стэном. В 1972 г. переходит в «Ливерпуль», однако здесь ему приходилось бороться за место в «основе». Является победителем Кубка УЕФА (1972/1973). Однако в 1973 г. провел за команду всего два матча и был продан клубу Честер Сити. За него он выступал на протяжении 10 лет, с его помощью в 1975 г. Честер даже дошёл до полуфинала Кубка Англии.
По окончании карьеры игрока работал тренером, в частности, в течение семи лет возглавлял Брэдфорд Парк Авеню.